# Neomilichia fervens
Neomilichia fervens là một loài bướm đêm trong họ Noctuidae.